# Центральный регион (Мальта)
Центральный регион (англ. Central Region, мальт. Central Region) — один из пяти регионов Мальты. В его состав входят 13 муниципалитетов, включая крупнейший город страны — Биркиркару. Регион граничит с Северным, Южным и Юго-восточным регионами Мальты.
Центральный регион был сформирован в 2009 году в соответствии с Актом № XVI и является частью упразднённого региона Малта-Маййистрал.